# Neue Reichskanzlei
La Neue Reichskanzlei en français : « nouvelle chancellerie du Reich » fut entre 1939 et 1945, la résidence officielle d'Adolf Hitler, le chef de l'État allemand. Il en avait confié la conception et la réalisation à son architecte personnel Albert Speer, et la création de sculptures pour la décorer à Arno Breker.

## Construction

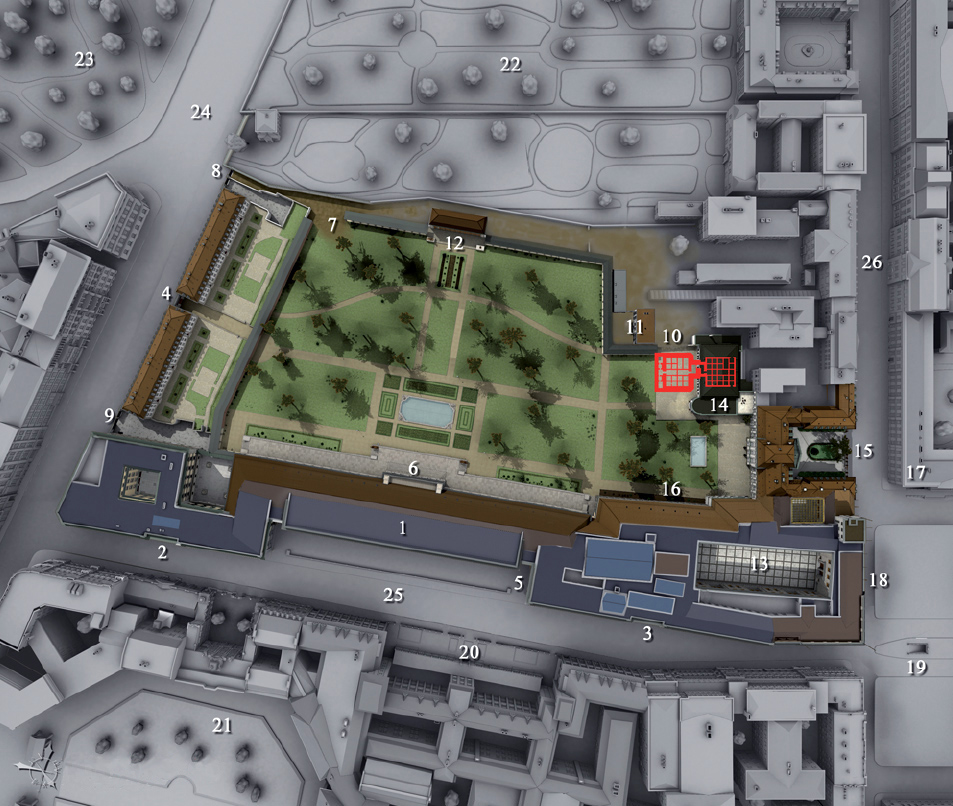
Situation de la Nouvelle Chancellerie dans le quartier.

Le 27 janvier 1938, Hitler, qui jugeait la chancellerie du Reich indigne du Reich allemand, convoqua Speer dans son cabinet de travail et lui confia une nouvelle mission : « Je dois bientôt engager des pourparlers d'une extrême importance. Pour cela, j'ai besoin de grands salons et de grandes salles pour pouvoir en imposer aux potentats étrangers, surtout aux plus petits. Comme terrain, je vous donne la Vosstrasse en entier. Le coût de l'opération m'est égal. Mais ça doit aller très vite et malgré cela être du solide. Combien de temps vous faut-il ? (...) Pourriez-vous être prêt pour le 10 janvier 1939 ? Je veux que la prochaine réception du corps diplomatique ait lieu dans la nouvelle Chancellerie » et il précise : « Toutes les autorités sont chargées d'apporter à la direction de la construction le soutien nécessaire pour atteindre l'objectif de construction ».
Albert Speer reconnut qu'en s'engageant à tenir ces délais, il avait commis l'acte le plus léger de sa carrière et il affirma même qu'il avait fait commencer des parties entières du bâtiment sans avoir fait procéder aux calculs nécessaires. Néanmoins, il parvint à tenir les délais et à finir les travaux de construction deux jours avant l'heure dite, ce qui valut à Speer la réputation d'un grand organisateur.
De fait, la hâte que montrait Hitler à faire progresser les travaux de la nouvelle chancellerie avait pour raison la profonde inquiétude que lui donnait sa santé : il craignait qu'il ne vivrait plus longtemps et, dès 1935, des maux d'estomac lui firent imaginer une fin rapide.
Pour tenir les délais, quatre mille ouvriers furent embauchés, répartis en équipes de jour et de nuit. Des milliers d'ouvriers et d'artisans participèrent également à la construction du bâtiment. Tous furent invités à l'inauguration.
Après l'inauguration de la chancellerie, Albert Speer fut comblé d'honneurs,.
Le terrain tout en longueur eut une influence déterminante sur le projet élaboré par Speer, car il l'incita à concevoir une enfilade de pièces se succédant le long d'un axe. La chancellerie s'étendait en effet du 77, Wilhelmstraße au 6, Vosstrasse, le long de la Wilhelmplatz, à deux pas de la Potsdamer Platz sur 220 mètres de long.

## Bâtiment

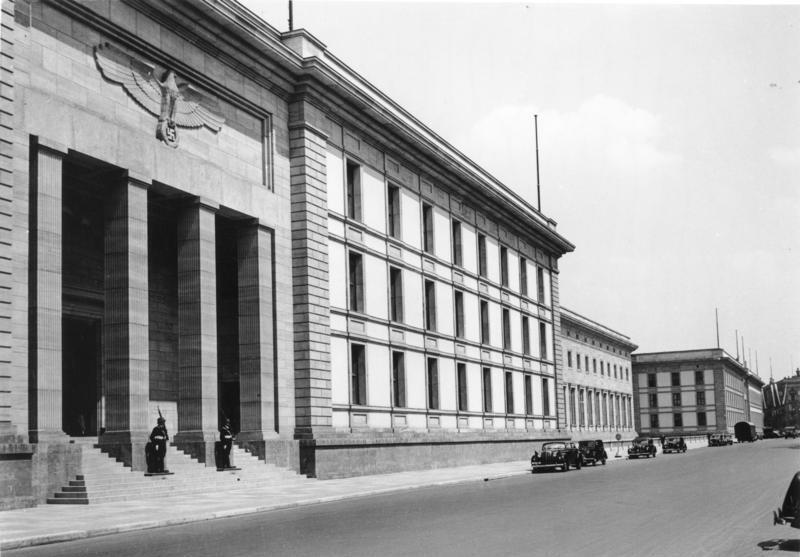
Façade principale de la Nouvelle Chancellerie.

Le bâtiment d'un volume de 400 000 mètres cubes devait manifester le renouveau et la force du Reich allemand. Cependant, Hitler le considérait néanmoins comme la résidence du chef de l'État à titre provisoire, car il envisageait la construction d'une nouvelle chancellerie et d'un palais du Führer dans le cadre de la reconstruction de Berlin,.

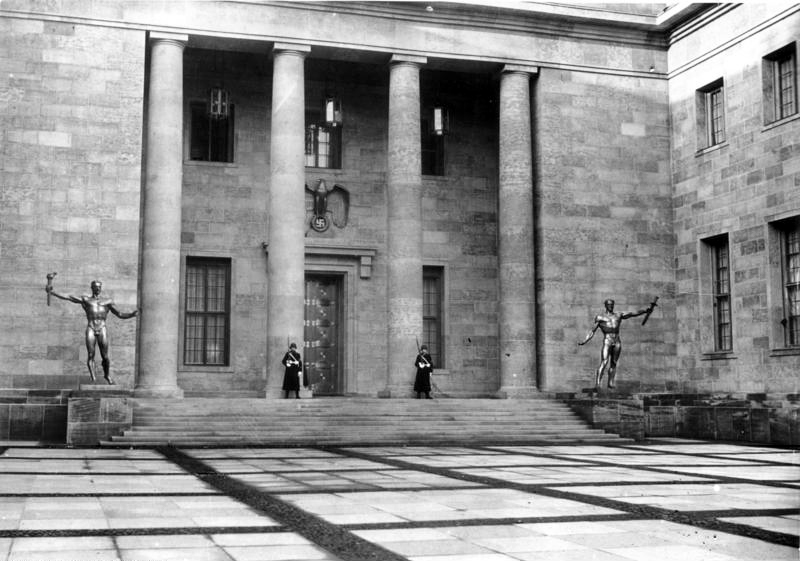
Le Parti et l'Armée.

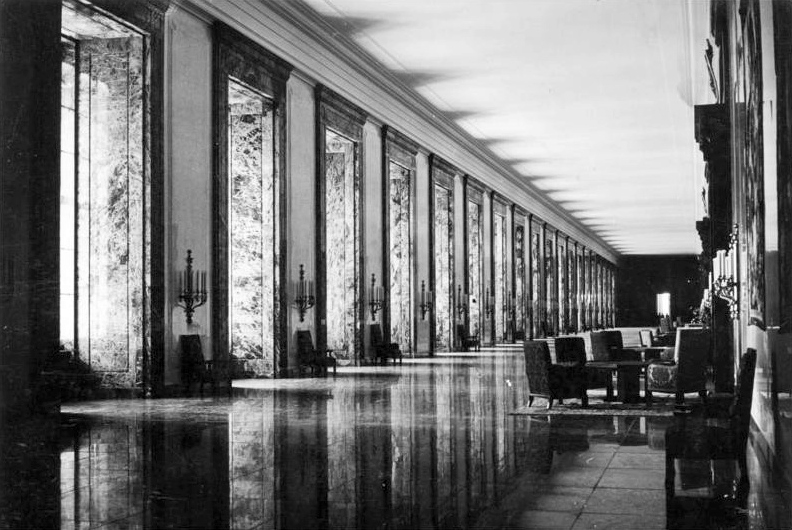
La Marmorgalerie (la galerie des marbres).

### Cour d’honneur
Pour la cour d'honneur, Arno Breker réalise en 1938-1939 deux colossales statues en bronze de 3,5 mètres de haut : Le Parti et l'Armée. Ces deux sculptures sont aussi appelées : Le porte glaive et Le porte flambeau ; elles encadrent l'entrée de la nouvelle chancellerie.

### Grande enfilade de pièces
Le projet reposait sur le chemin que devait parcourir le visiteur avant d'arriver au bureau d'Adolf Hitler. Le visiteur franchissait un grand portail pour arriver dans une cour d'honneur. Par un perron, il pénétrait dans une première pièce de réception puis passait une porte à double battant de presque cinq mètres de haut débouchant sur un hall recouvert de mosaïques. Au bout de ce hall, il montait quelques marches, traversait une pièce ronde à coupole et se trouvait dans une galerie de 145 mètres de long, soit le double de la galerie des Glaces à Versailles. Albert Speer avait imaginé des niches d'une grande profondeur donnant un éclairage indirect censé reproduire l'effet qui l'avait frappé dans la salle de bal du château de Fontainebleau. L'enfilade de pièces devait frapper le visiteur par sa longueur, par les changements des matériaux utilisés, par la composition des couleurs.
Hitler souhaita que le sol en marbre poli ne soit pas recouvert de tapis, afin que les hôtes officiels soient obligés de faire attention : « C'est très bien ainsi, les diplomates doivent savoir se mouvoir sur un sol glissant. ».

### Cabinet de travail de Hitler

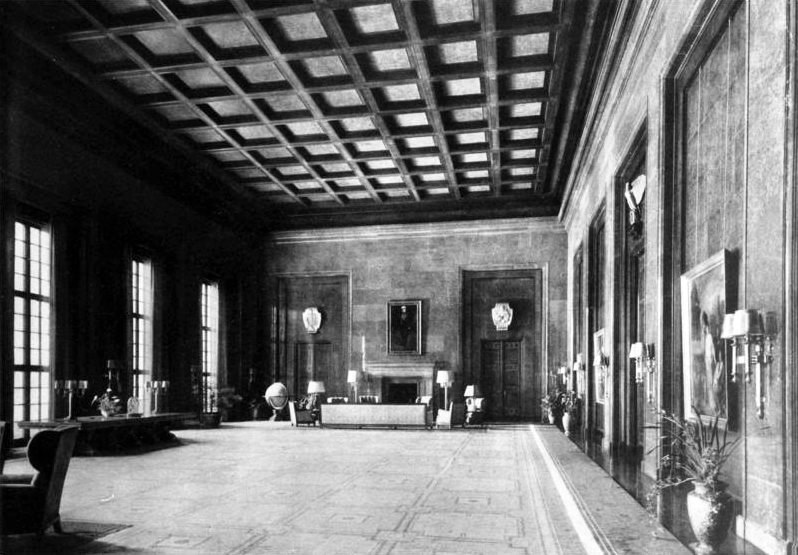
Le cabinet de travail (Arbeitszimmer).

Hitler fut particulièrement satisfait de sa salle de travail et de son bureau. Une marqueterie ornant sa table de travail représentant une épée à moitié dégainée lui plut particulièrement : « Très bien, très bien, quand les diplomates assis à la table devant moi verront cela, ils apprendront à avoir peur. » Albert Speer avait fait placer dans des panneaux dorés surmontant les quatre portes de la pièce, les quatre vertus : la Sagesse, la Circonspection, la Bravoure et la Justice.
C'est dans le cabinet de travail de Hitler que fut conduit, soixante-cinq jours après son inauguration, le Tchécoslovaque Emil Hacha à qui fut imposée l'occupation de son pays.
Une grande table au lourd plateau de marbre se trouvait du côté de la fenêtre. Initialement sans utilité, elle servit à partir de 1944 aux conférences d'état-major. C'est ici que Hitler tint ses dernières conférences militaires à la surface, avant qu'il ne se retire sous terre, dans son bunker.

### Salle du conseil des ministres

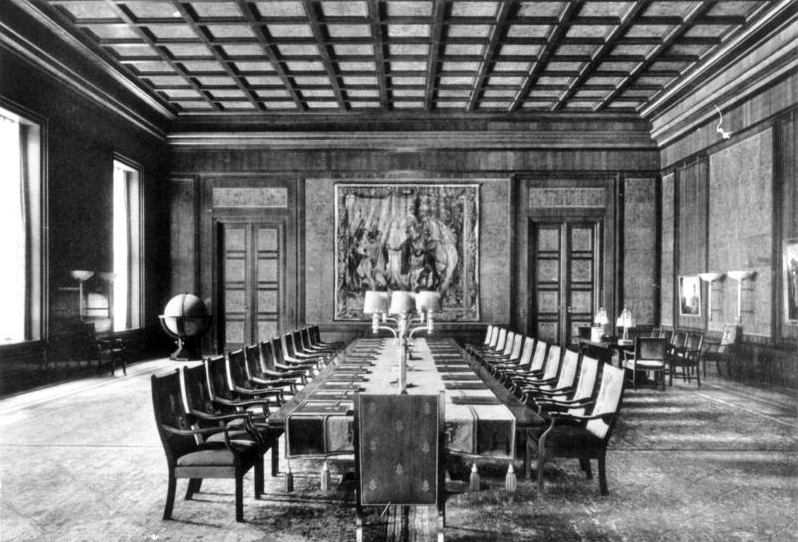
La salle du conseil des ministres (Reichskabinettsaal).

La salle du conseil des ministres ne servit jamais pour les réunions du conseil bien qu'elle ait plu à Hitler. Les ministres demandèrent à Speer d'obtenir de Hitler qu'il les autorise à la visiter. Hitler l'autorisait de temps en temps, et les ministres pouvaient contempler la place qu'ils n'avaient jamais occupée et qui était marquée d'un grand panneau bleu portant leur nom gravé en lettres d'or.

### Führerbunker
Il comporte dans sa partie souterraine un bunker, le Führerbunker, dans lequel Hitler se suicide le 30 avril 1945 avec celle qu'il venait d'épouser, Eva Braun, tandis que les derniers cadres du Parti Nazi et quelques proches d'Hitler vécurent dans ce huis clos la chute du Troisième Reich et l'agonie du régime hitlérien durant les combats de la bataille de Berlin.

## Après laSeconde Guerre mondiale
Gravement endommagé, le bâtiment est rasé peu de temps après la fin de la guerre. Dans les semaines qui suivent, une partie des matériaux sert notamment à l'édification du mémorial soviétique du Tiergarten, à celui de Treptow et en partie à la reconstruction de la station Mohrenstrasse du métro de Berlin.
Une scène du film Allemagne année zéro de Roberto Rossellini (1948) est tournée dans les ruines de la chancellerie.
Son site est ensuite occupé par un no man's land militaire, qui entoure le Mur de Berlin, entre 1961 et 1990. Depuis la réunification allemande, celui-ci abrite des immeubles et un parking. Un panneau rédigé en plusieurs langues rappelle l'historique des lieux.
En mai 2015, des sculptures et des bas-reliefs de Josef Thorak et d'Arno Breker destinées originellement à la chancellerie furent retrouvées. On avait perdu leurs traces en 1989.

## Galerie

### Extérieur de la nouvelle chancellerie

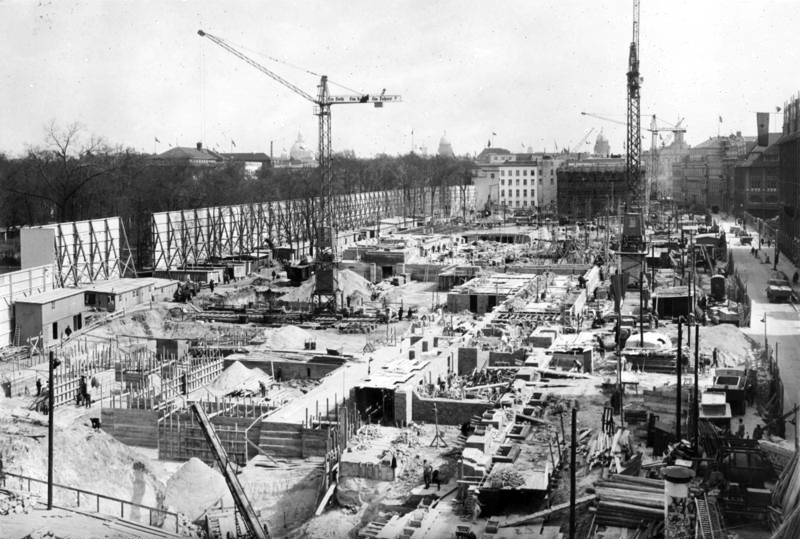
Construction, en 1938.
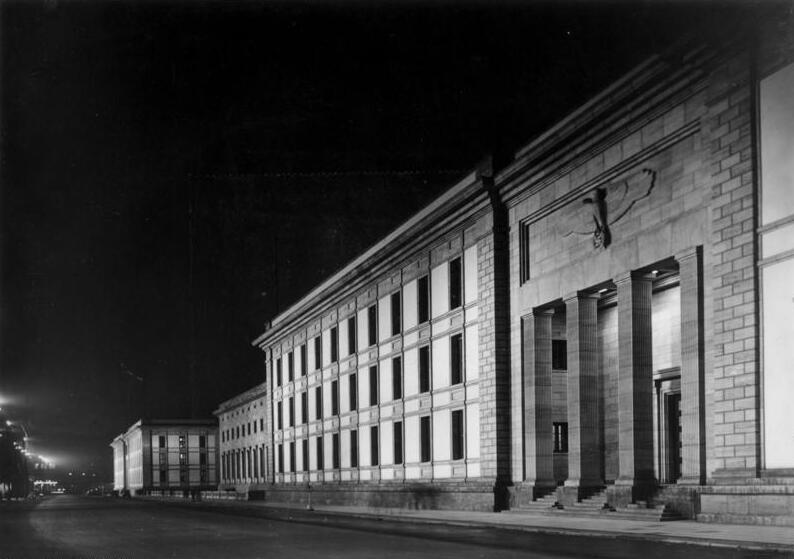
La Neue Reichskanzlei, la nuit.
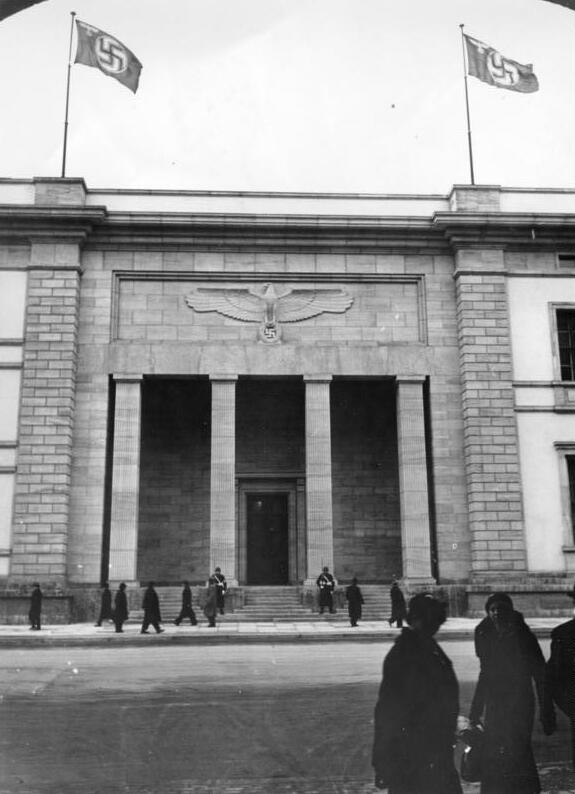
Entrée.
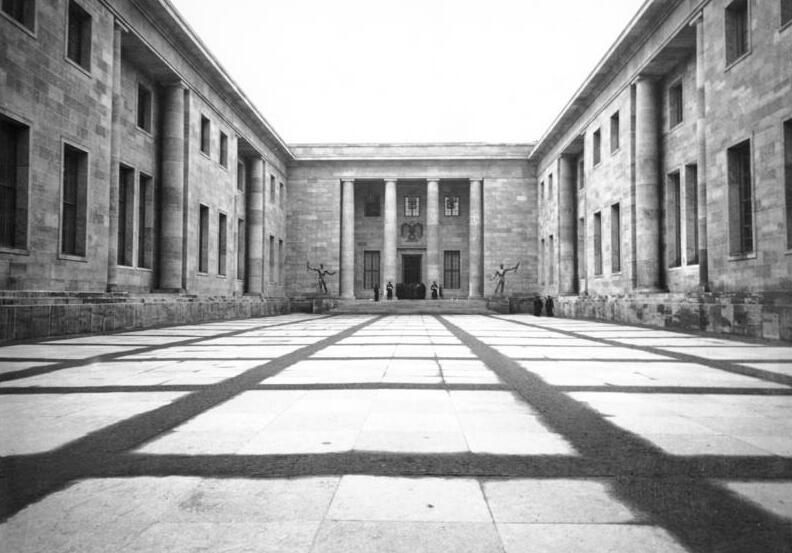
Cour d'honneur.
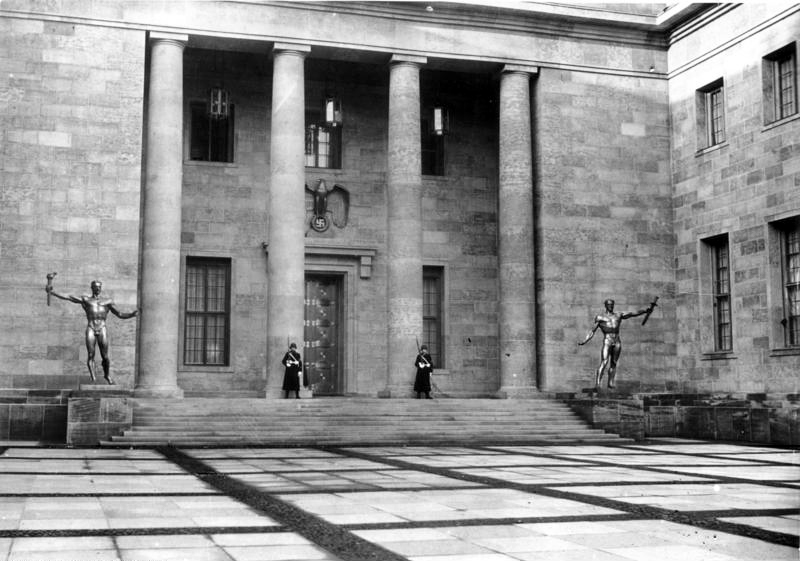
Perron de la cour d'honneur avec les statues du Parti et de l'Armée.
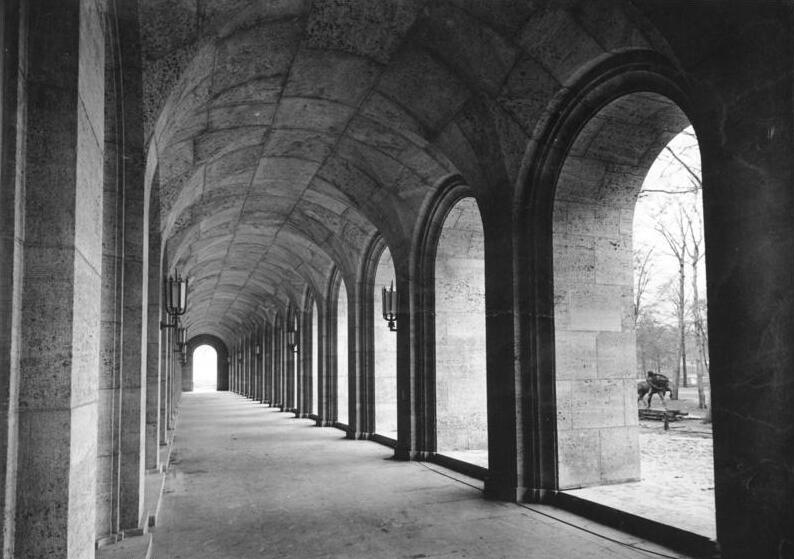
Le promenoir.
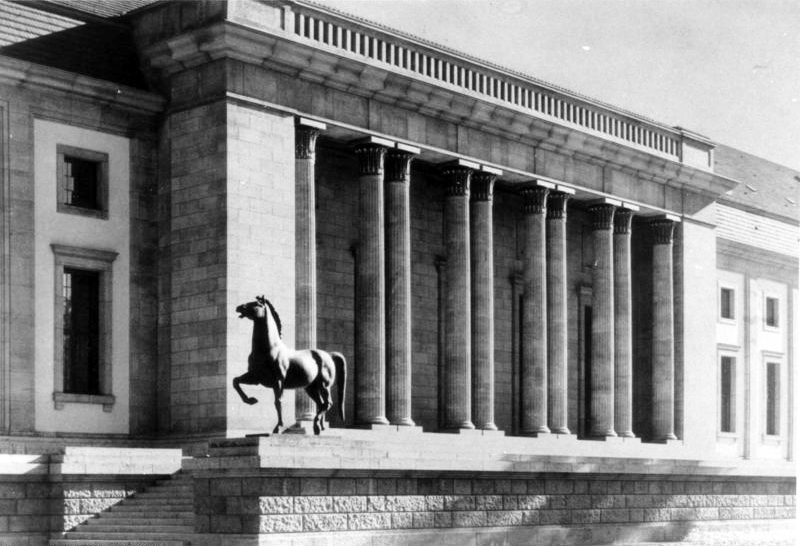
La Chancellerie vue depuis le jardin.

Deux sculptures de chevaux en bronze, les Schreitenden Pferde, donnaient sur le bureau d'Hitler, installées à l'entrée de la chancellerie. Elles sont l'œuvre du sculpteur austro-allemand Josef Thorak. Disparues en 1945, elles sont laissées pendant 38 ans, près d'un terrain de sport d'une caserne de l'Armée rouge à Eberswalde (RDA), dégradées par des tirs de fusil. Arthur Brand (en), un historien néerlandais et enquêteur d'art retrouve leur trace mais les sculptures disparaissent de nouveau au début de 1989. L'enquêteur mandaté en 2013 retrouve leurs traces en 2015, alors qu'elles devaient être revendues sur le marché noir pour plusieurs millions d'euros. De cette histoire, Arthur Brand a tiré un livre : Les Chevaux d'Hitler, Armand Colin, 2021,  (ISBN 978-2-200-62722-5). 
Le détenteur des chevaux de Thorak, entrepreneur et collectionneur d'art du Troisième Reich à Bad Dürkheim (Rhénanie-Palatinat), a indiqué aux enquêteurs fédéraux avoir acheté les bronzes démantelés auprès de ferrailleurs, qui les possédaient après les avoir achetés à l'Armée rouge en 1989 en RDA. Il a reconnu les avoir introduits en contrebande en RFA. Début 2021, l'Administration fédérale des arts (Kunstverwaltung des Bundes) négocie à l'amiable pour la restitution des pièces dont la propriété reste litigieuse, mais ne communique pas sur le sujet. La République fédérale d'Allemagne et le détenteur des sculptures sont convenus le 26 juillet 2021 que ce dernier cède la propriété des deux sculptures en bronze à la République fédérale d'Allemagne. Les parties sont convenues de la suspension de la procédure juridique engagée devant le tribunal régional de Frankenthal, et que les sculptures restantes resteraient au collectionneur,. Les chevaux de Thorak ont été intégrés en août 2021 dans l'exposition permanente Berlin et ses monuments, au musée de la citadelle de Spandau à Berlin.

### Intérieur de la nouvelle chancellerie

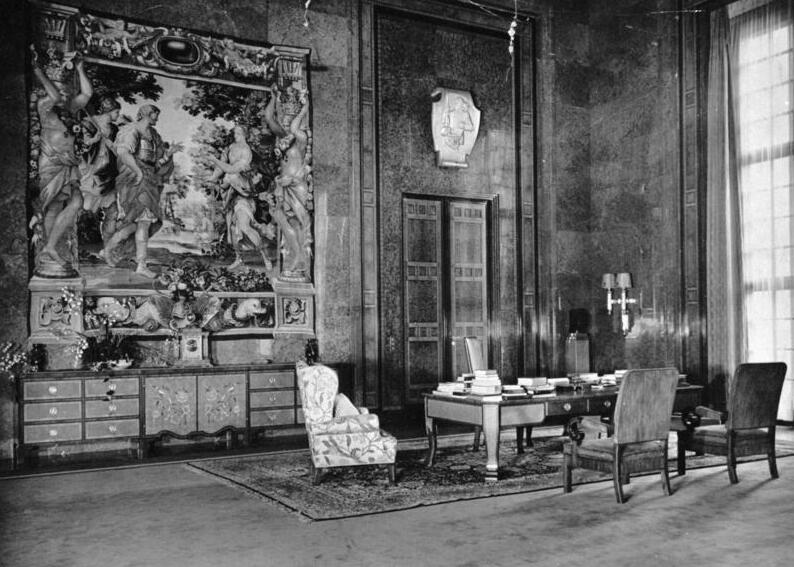
Premier bureau d'Adolf Hitler.
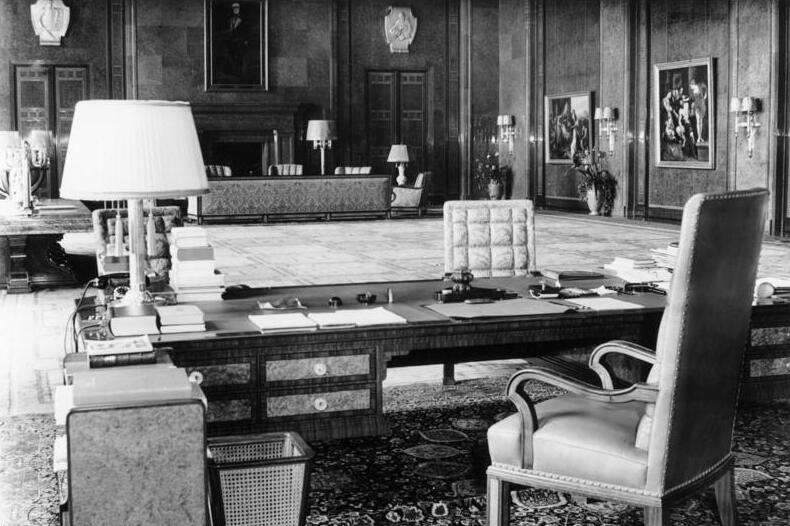
Second bureau d'Adolf Hitler.
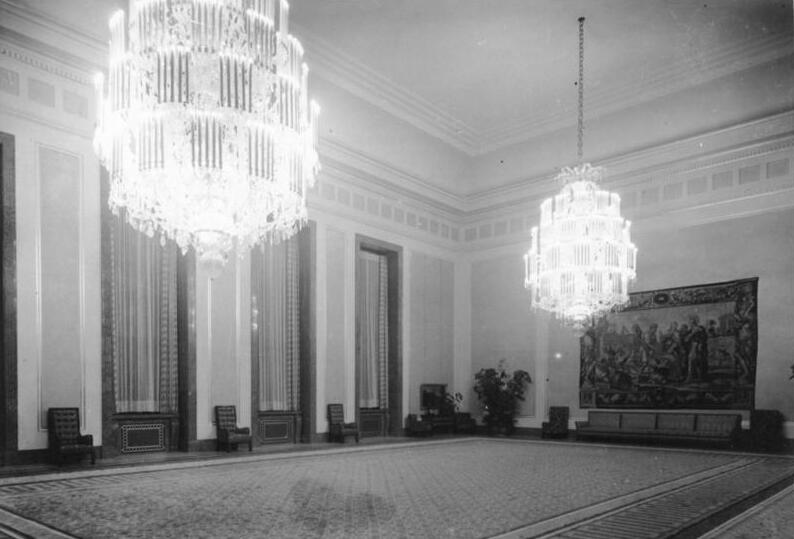
Grande salle de réception.
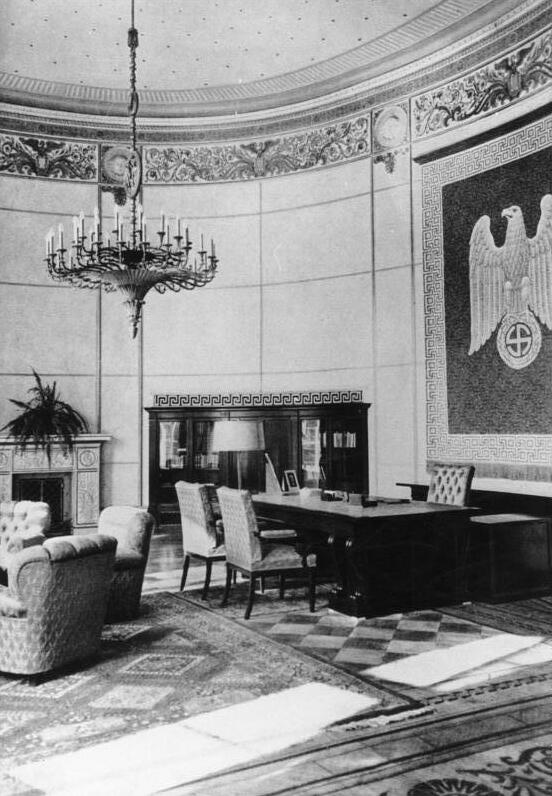
Un intérieur de la Nouvelle Chancellerie.

### Les vestiges de la nouvelle chancellerie

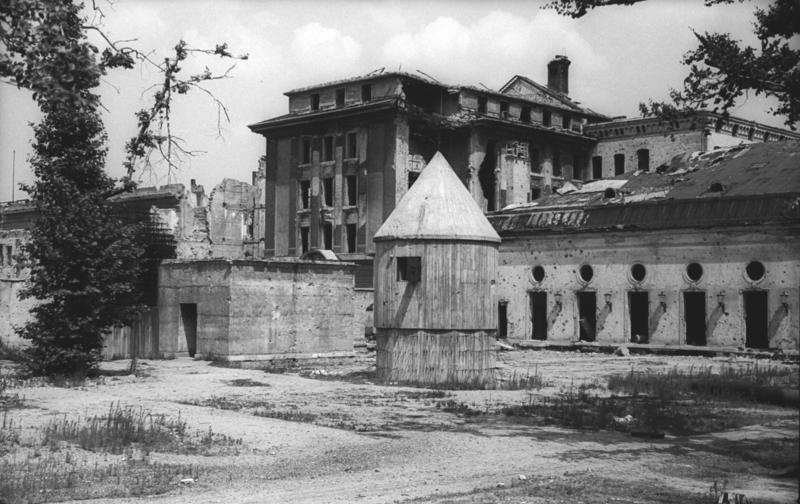
L'entrée du Führerbunker et sa bouche d'aération dans le jardin en ruines en juillet 1947, juste avant sa destruction.
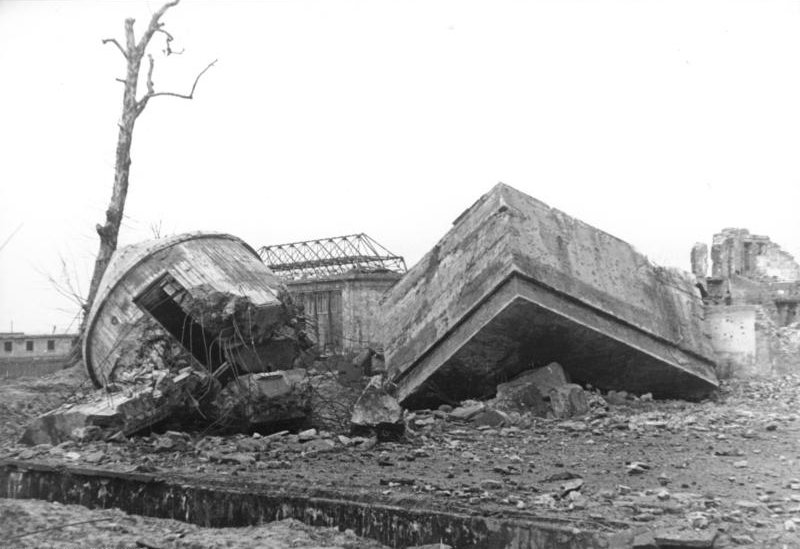
La destruction du Führerbunker en 1947.
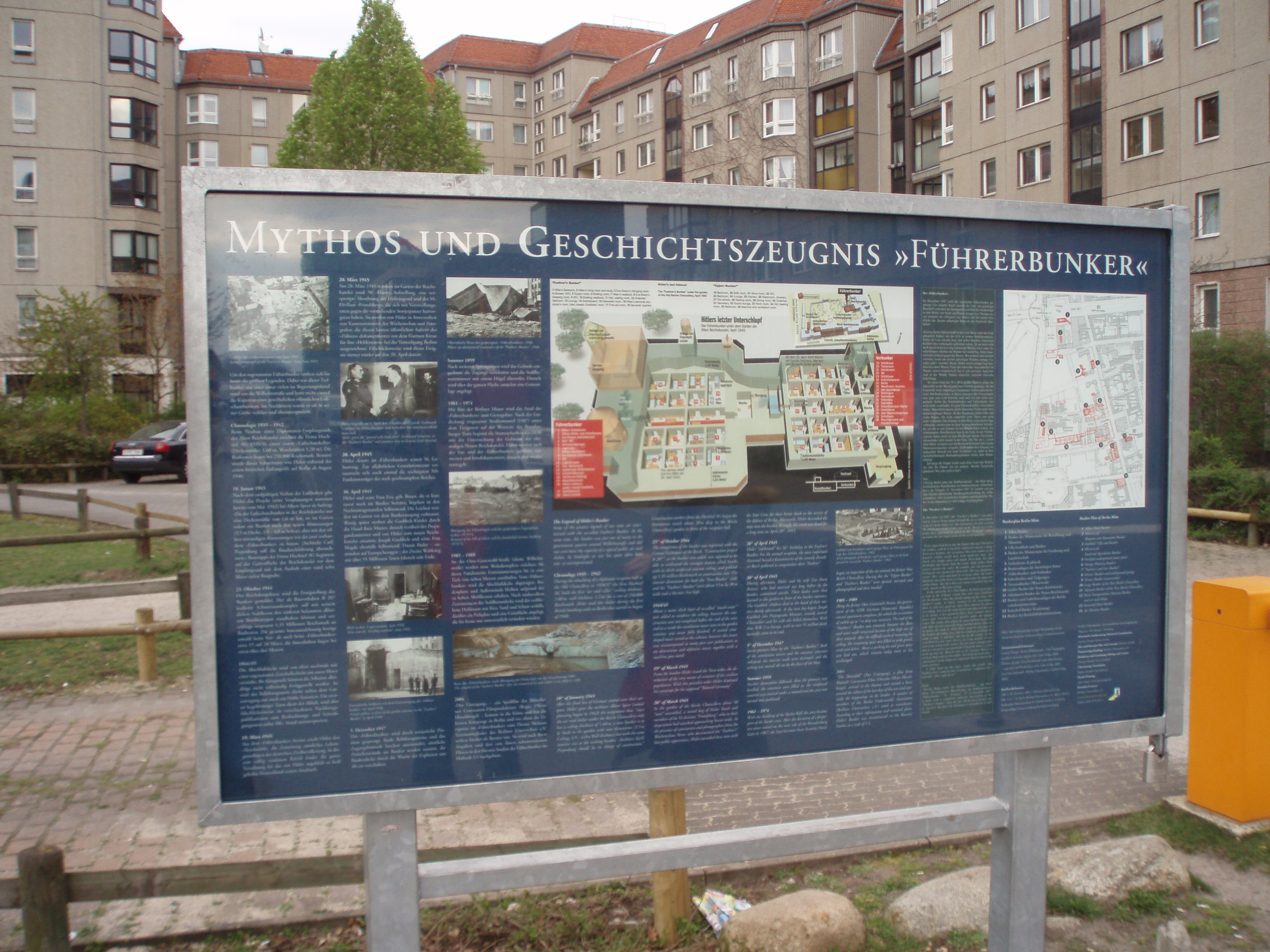
Dans le même jardin, aujourd'hui à la place de l'ancienne entrée du Führerbunker.
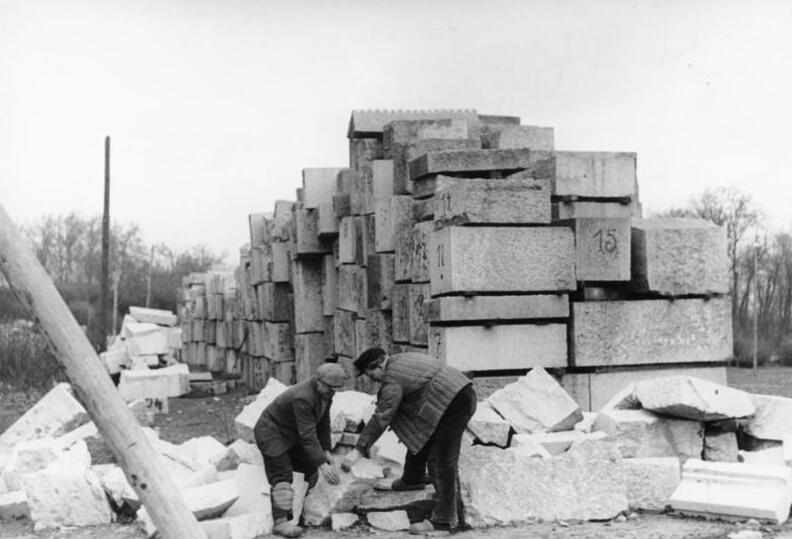
Blocs de marbre provenant de la Chancellerie.
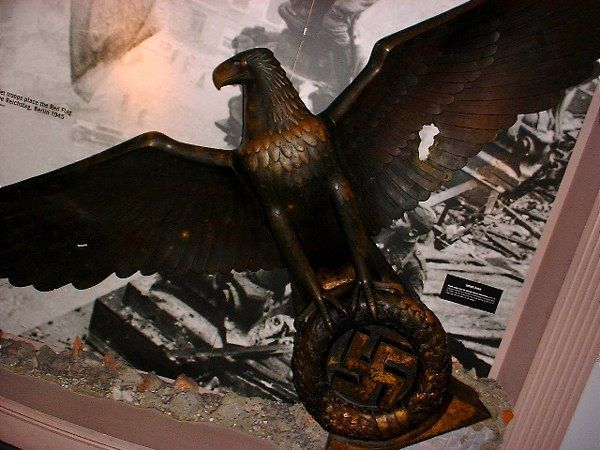
Aigle en bronze de la Chancellerie à l'Imperial War Museum de Londres.
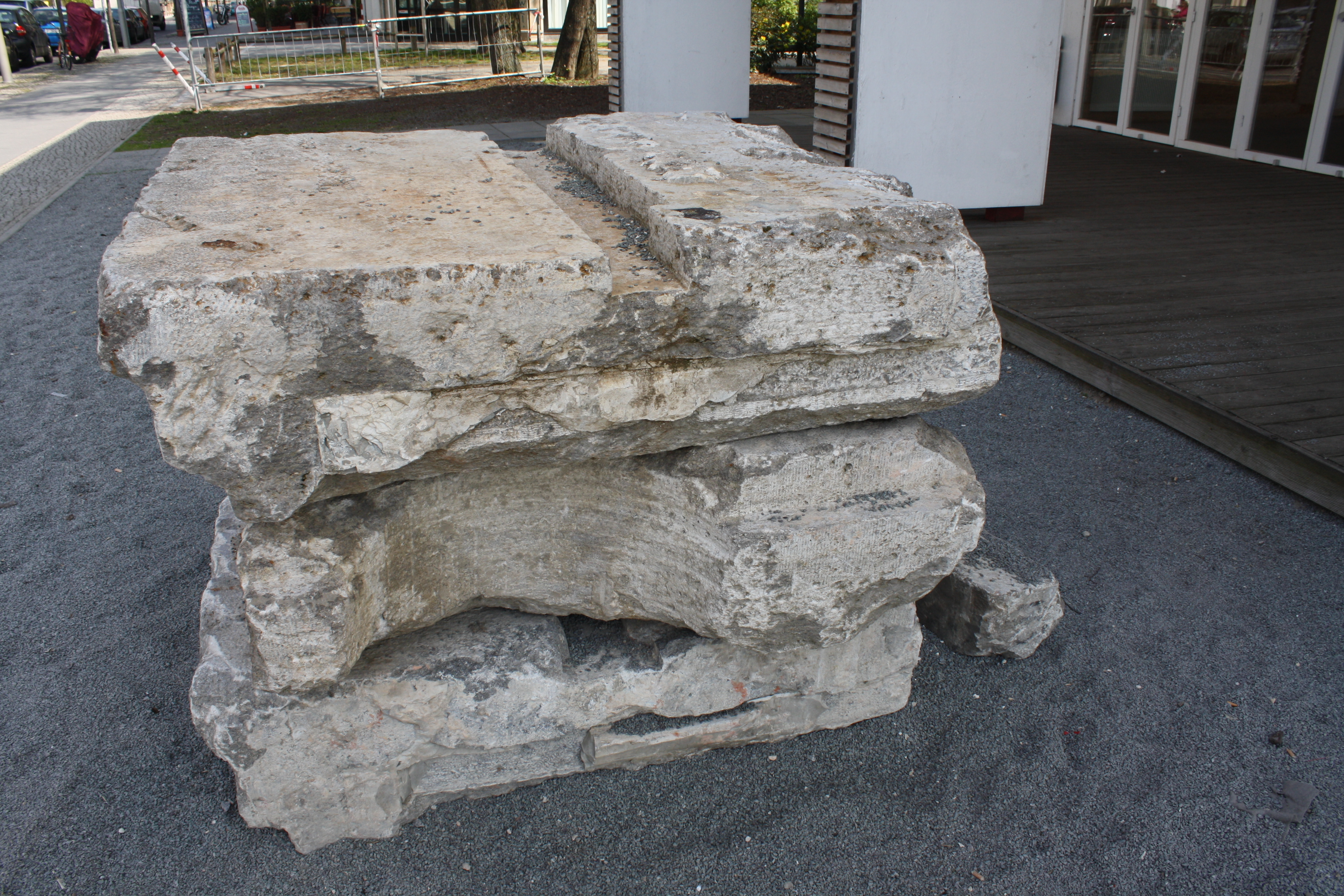
Fragments de la Chancellerie retrouvés en 2008.